# Petit Rhône

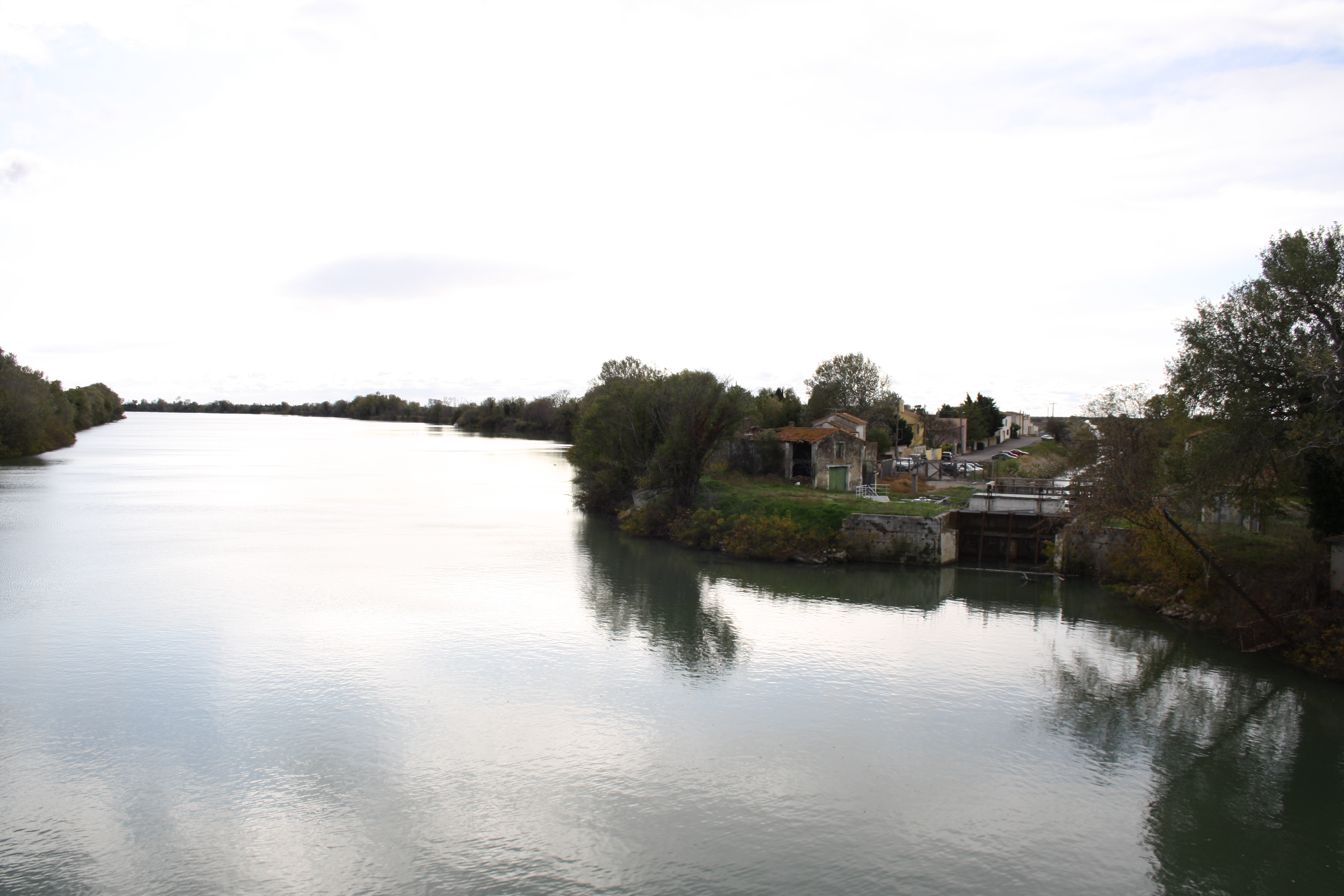
Die Petit Rhône bei Mas de Sylvéréal, nach rechts der Canal de Peccais à Sylvéréal

Die Petit Rhône (deutsch Kleine Rhone) ist ein Nebenarm der Rhône im Mündungsbereich.
Nördlich von Arles spaltet sich die Petit Rhône in westlicher Richtung von der Rhône ab (43° 42′ 20″ N, 4° 36′ 53″ O), die als Hauptarm (Grand Rhône) in südöstlicher Richtung weiterfließt. Beide Arme bilden das größte Flussdelta Europas und schließen die Camargue ein. Die Petit Rhône mündet nach ca. 60 Kilometer Flusslauf bei Saintes-Maries-de-la-Mer in den Golfe-de-Beauduc des Mittelmeers (43° 27′ 1″ N, 4° 23′ 51″ O).

## Schifffahrt
Die Petit Rhône ist im oberen Abschnitt zwischen Arles und Saint-Gilles für die Binnenschifffahrt ausgebaut. Der Canal de Saint-Gilles ermöglicht eine Verbindung mit dem Canal du Rhône à Sète und erlaubt somit einen Schiffsverkehr mit der Stadt Sète und weiter über den Canal du Midi und den Canal latéral à la Garonne bis zum Atlantischen Ozean. Der Kanal hat heute aber kaum mehr wirtschaftliche Bedeutung, sondern wird überwiegend von Sport- und Hausbootfahrern genutzt.
Die Seilfähre Bac du Sauvage quert die Petit Rhône in ihrem unteren Teil (Departementsstraße 85 nahe Saintes-Maries-de-la-Mer).

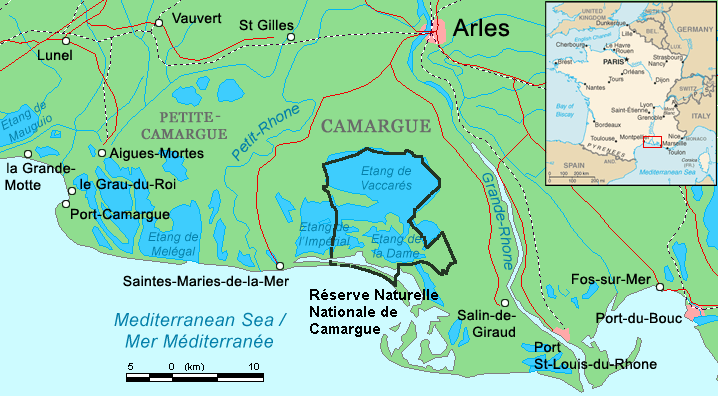
Die Camargue und die beiden Arme der Rhône
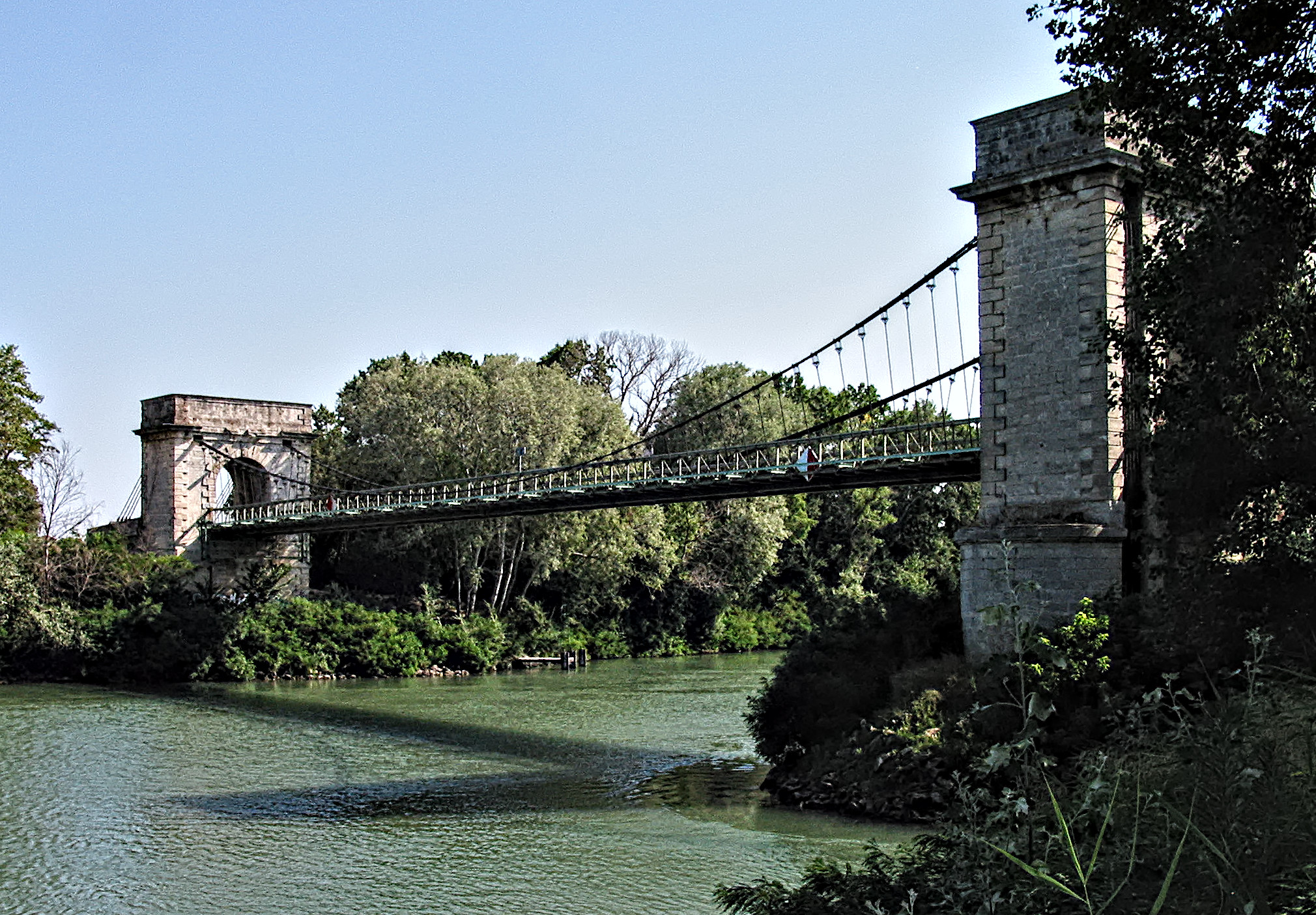
Die Petit Rhône, überspannt von der historischen Hängebrücke zwischen Arles-Trinquetaille und Fourques
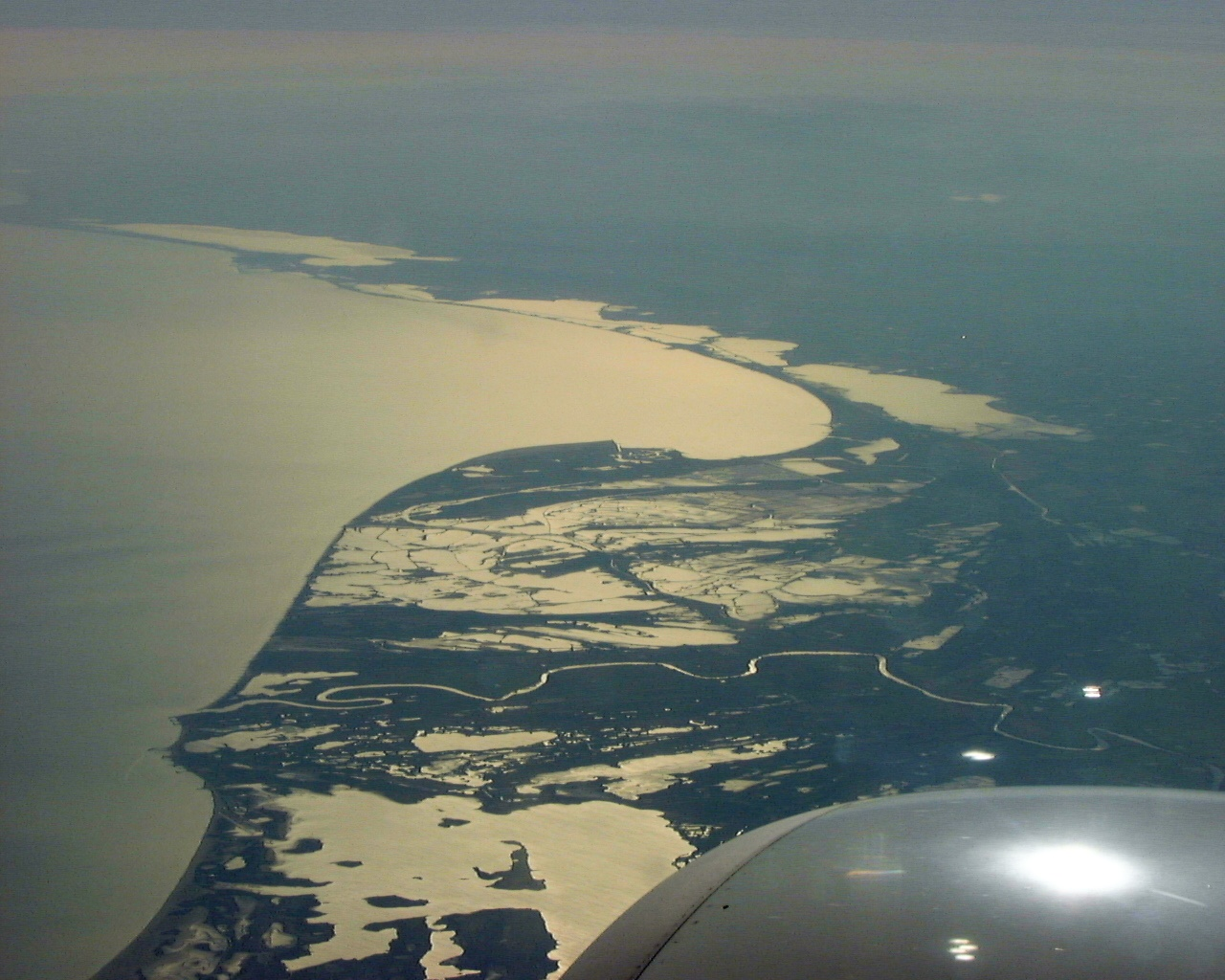
Mündungsbereich der Petit Rhône, mit der Petite Camargue im Zentrum, dahinter Le Grau-du-Roi und Aigues-Mortes
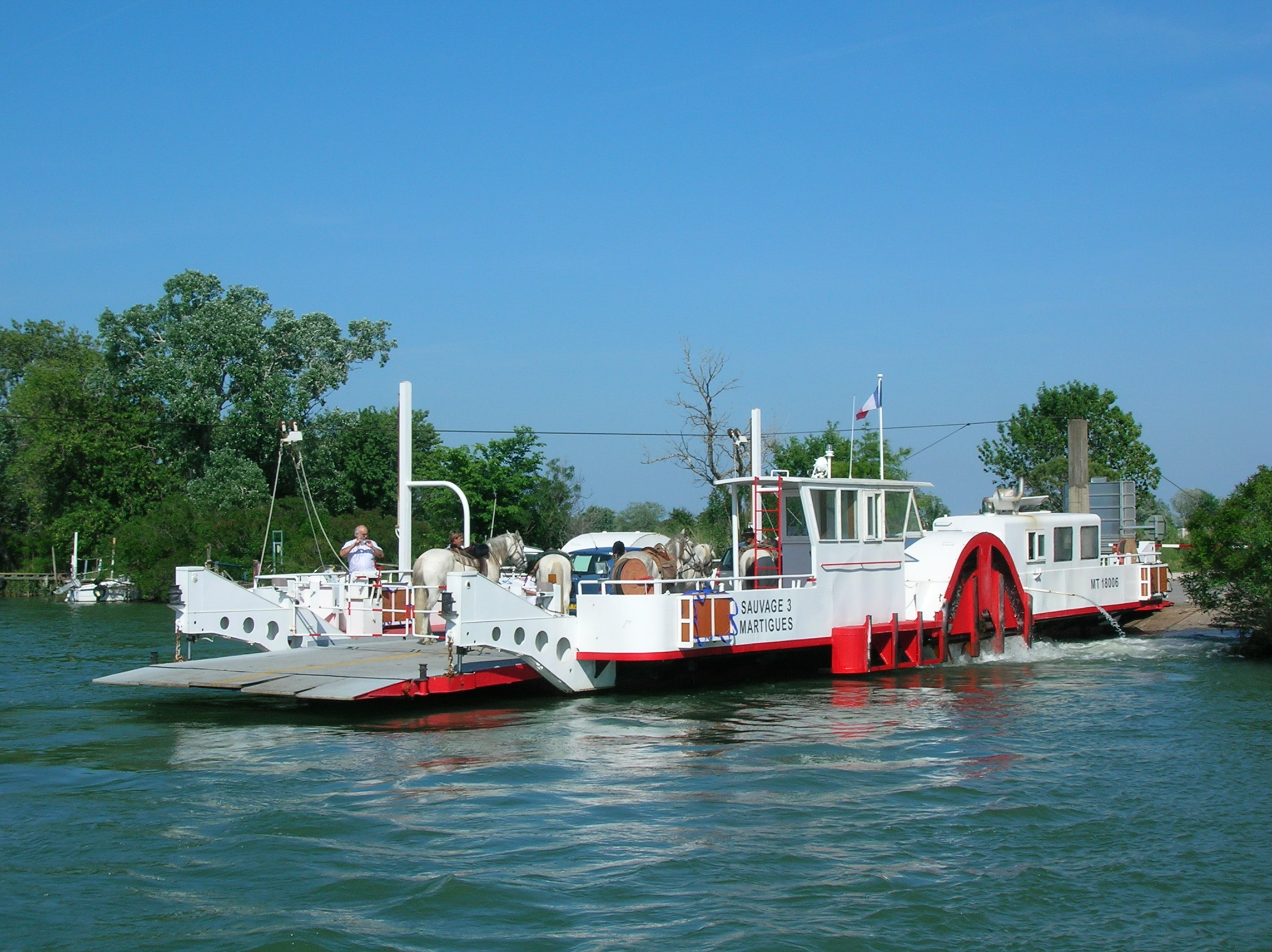
Seilfähre Bac de Sauvage bei Saintes-Maries-de-la-Mer